# Giustino Giulio Pastorino
Giustino Giulio Pastorino OFM (* 10. Juni 1910 in Masone; † 26. April 2005 in Genua) war ein italienischer römisch-katholischer Ordensgeistlicher. Er war von 1965 bis 1997 Apostolischer Vikar von Bengasi und von 1966 bis 1978 Apostolischer Administrator von Derna in Libyen.

## Leben
Giustino Giulio Pastorino trat der Ordensgemeinschaft der Franziskaner bei und empfing am 26. Mai 1934 das Sakrament der Priesterweihe.
Papst Paul VI. ernannte ihn am 11. Januar 1965 zum Apostolischen Vikar von Bengasi und zum Titularbischof von Babra. Die Bischofsweihe empfing er am 21. März desselben Jahres durch den Bischof von Acqui, Giuseppe Dell’Omo; Mitkonsekratoren waren Pacifico Giulio Vanni OFM, Alterzbischof von Sovana-Pitigliano und Pietro Massa PIME, Bischof von Nanyang.
Am 10. März 1997 nahm Papst Johannes Paul II. seinen altersbedingten Rücktritt an.